# لوكهيد إل-100 هيركوليز
لوكهيد إل-100 هيركوليز هي النسخة المدنية لطائرة سي 130 طائرة الشحن العسكرية التي أنتجتها شركة شركة لوكهيد ، و قد قامت بأول طيران لها في عام 1964 ، طورت بعد ذلك لنوعين إل 100-20 و إل 100-30 ، توقف إنتاج الطائرة في عام 1992 حيث سلمت 114 طائرة .

## انظر أيضا

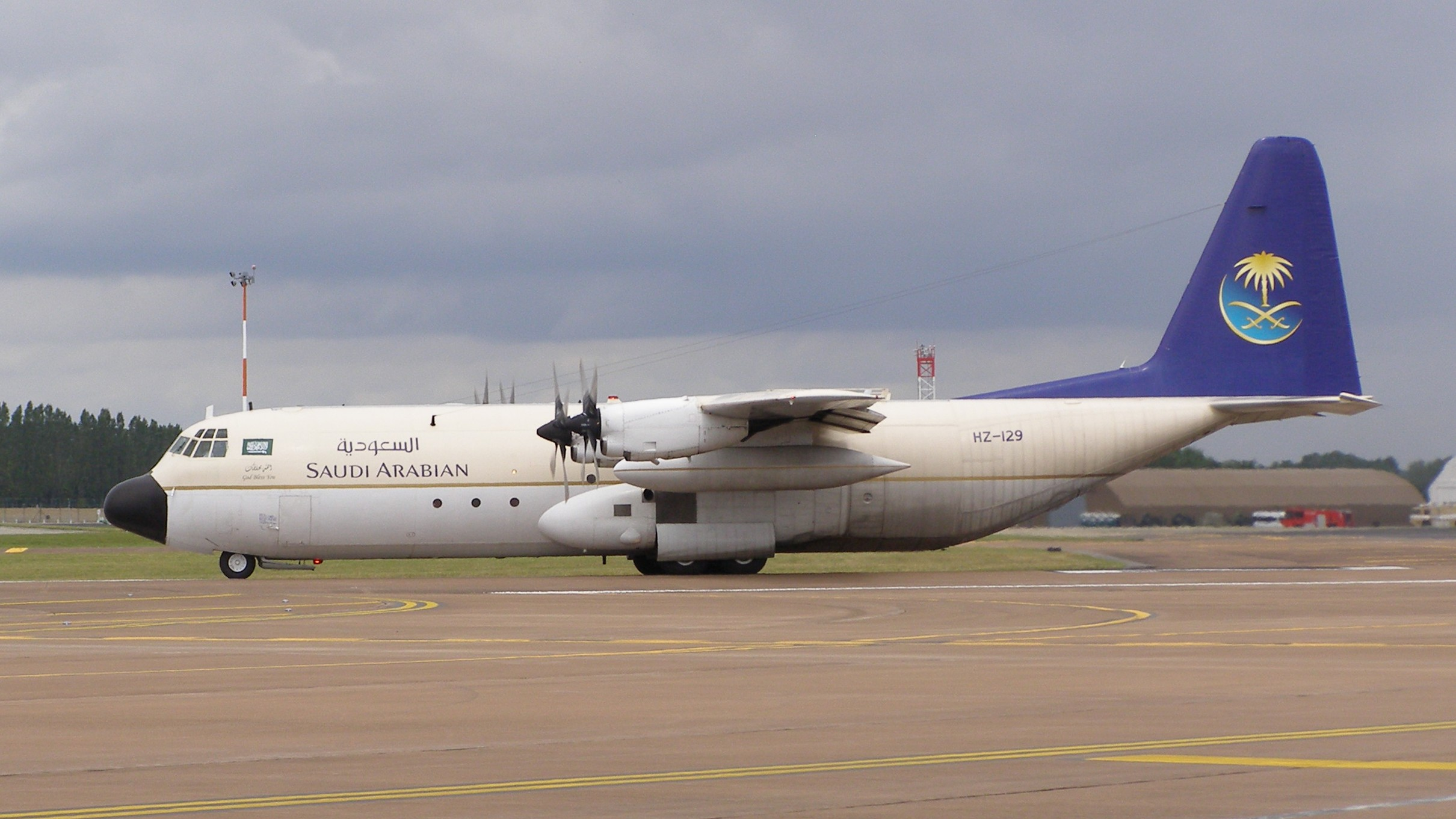
طائرة لوكهيد إل-100 هيركوليز تابعة للسعودية في عام 2011